# Tądów Górny
Tądów Górny – wieś w Polsce położona w województwie łódzkim, w powiecie sieradzkim, w gminie Warta nad zbiornikiem Jeziorsko.
W latach 1975–1998 miejscowość administracyjnie należała do województwa sieradzkiego.